# Mühlbach (Großkarolinenfeld)
Mühlbach ist ein Ortsteil der Gemeinde Großkarolinenfeld im oberbayerischen Landkreis Rosenheim.

## Geographie
Die Einöde mit nur drei Hausnummern, umgeben von überwiegend Wiesen, liegt etwa drei Kilometer nordnordöstlich des Kernortes Großkarolinenfeld und einen halben Kilometer südwestlich des Ortsrandes des zweiten Pfarrdorfes Tattenhausen der Gemeinde im Bogen des Rott-Zuflusses Riederbach, der einen Viertelkilometer südwestlich von Mühlbach in seiner bewaldeten Talrinne von Süd- auf Ostlauf schwenkt.
Die Mühlbachstraße nach Tattenhausen bietet dort Anschluss an die Staatsstraße 2080, die auch über eine Straße nach dem näheren Ried im Südosten und weiter die Kreisstraße RO 29 zu erreichen ist. Der nächste Bahnhof liegt in Großkarolinenfeld an der Bahnstrecke München–Rosenheim.

## Sehenswürdigkeiten
In der Liste der Baudenkmäler in Großkarolinenfeld ist für Mühlbach ein Baudenkmal aufgeführt:
Der Kapellenbildstock (Mühlbach 2), ein gemauerter Pfeiler mit Putzgliederung und Bildnischen, stammt aus der ersten Hälfte des 19. Jahrhunderts.